# Triumfetta johnstonii
Triumfetta johnstonii är en malvaväxtart som beskrevs av Ferdinand von Mueller. Triumfetta johnstonii ingår i släktet triumfettor, och familjen malvaväxter. Inga underarter finns listade i Catalogue of Life.